# Рапла (волость)
Рапла (эст. Rapla  ) — бывшая волость в Эстонии в составе уезда Рапламаа.

## География
Площадь волости — 243,3 км².

## Население
Численность населения по состоянию на 1 января 2012 года составляла 9082 человека.

## Населённые пункты
Административный центр волости — город Рапла. В состав волости входят 3 посёлка — Алу, Хагуди, Куузику, и 38 деревень: Алу-Метскюла, Аранкюла, Валту, Вяльятагузе, Ийра, Калеви, Келба, Кодила, Кодила-Метскюла, Койги, Куку, Куузику-Нымме, Кыргу, Липсту, Махламяэ, Мыйзааземе, Мяллу, Нымме, Оола, Охулепа, Оэла, Паламулла, Пурила, Рака, Рёа, Ридакюла, Сели, Сели-Нурме, Сикельди, Сулупере, Тапупере, Тути, Тырма, Уускюла, Хагуди, Эхерди, Юлейые, Юула.